# Musculus dilatator pupillae

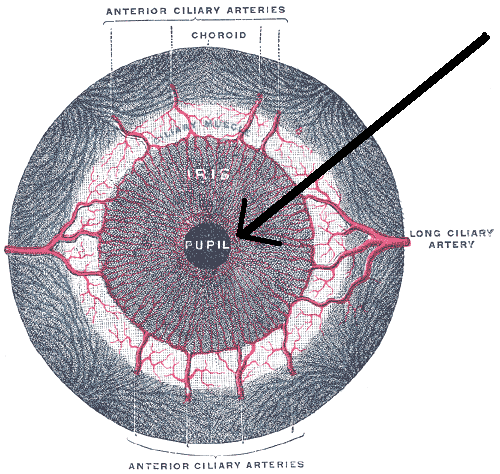
A szem (a nyíl mutatja a pupilla körüli izmot)

A musculus dilatator pupillae az ember szemének egyik izma.

## Funkció
Tágítja a pupillát.

## Beidegzés
A szimpatikus rendszer idegzi be. A plexus caroticus internus radix sympathica ganglii ciliaris ága, amely a nervi ciliares longi-t követve halad a bulbus oculiba. Az arteria ciliaris anterior és a arteria ciliaris posterior longus látja el vérrel.

## Antagonistája
- Musculus sphincter pupillae